# 八旗覺羅學
八旗觉罗学是清朝的官办学堂，专门负责觉罗子弟的教育，獨立於八旗官學、宗學、世職官學外，隸屬宗人府。

## 沿革
八旗觉罗学创设于雍正七年（1729年），满洲八旗各设一学。入選觉罗学的学生在八岁以上、三十岁以下的觉罗子弟中挑选、补充，各旗人数定额：正黄旗36名，镶黄旗61名，正白旗、正红旗各40名，镶白旗15名，镶红旗64名，正蓝旗39名，镶蓝旗45名。
各覺羅學房舍，鑲黃旗位於安定門香兒胡同，正白旗位於南小街新鮮胡同，鑲白旗位於東四北十條胡同，正藍旗位於崇文門內大阮府胡同，正黃旗位於西直門內北衛兒胡同，正紅旗位於阜成門內宮門口，鑲紅旗位於承恩寺街，鑲藍旗位於玉帶胡同。
觉罗学学生待遇优厚。每人有月银3两、粮米3斗，夏天供冰消暑、冬天有炭抗寒。学生须学习读书习射，满文汉文兼通，每年春、秋两季考试，每三年钦差大臣会同宗人府考试。其中，优秀者记名奖励，次者留校察看，劣者一律退学处置。学成之后，觉罗学学生与其他旗人考生一同参加科举考试，考中者可授中书、笔帖式、库使等官。
光绪二十八年（1902年）八旗觉罗学与其他八旗官学改设为中、小学堂。光绪三十四年（1908年），正式裁撤八旗觉罗学，改设八旗高等学堂，及八旗左右翼高等小学堂、初级小学堂。

## 職官
- 管理覺羅學事務：宗室王公8人，每學各1人，由宗人府奏請欽派。
- 稽查覺羅學：京堂8人，每學各1人，由吏部開列奏請欽派。
- 覺羅學副管：覺羅16人，每學各2人。
- 清文教習：15人。
- 騎射教習：8人。
- 漢文教習：15人。